# Isola Candlemas
Isola Candlemas (in spagnolo: Isla Candelaria) è un'isola situata nell'Oceano Atlantico meridionale, fa parte dell'arcipelago delle isole Sandwich Australi, politicamente parte del territorio della Georgia del Sud e Isole Sandwich Australi, uno dei Territori d'oltremare britannici.
Fino al 1930 era considerata parte dell'arcipelago delle isole Candlemas, da allora il nome viene usato per definire questa sola isola.

## Geografia
L'isola si trova 4,5 km ad est dell'Isola Vindication, separa le due isole il Nelson Channel. L'isola è lunga 6 km.
Sul versante nordoccidentale dell'isola si trova uno stratovulcano attivo chiamato Lucifer Hill, che ha mostrato segni di attività nel 1823 e nel 1911 e flussi di lava nel 1953–1954. I due rilievi più alti dell'isola sono il monte Andromeda (550 m s.l.m.) e il monte Perseus entrambi ricoperti di ghiacciai.

## Storia
L'isola fu avvistata per la prima volta il 2 febbraio del 1775 da James Cook che diede ad essa e alla vicina Vindication Island il nome di Isole Candlemas, venne successivamente mappata da Fabian von Bellingshausen nel 1823. In seguito ad una spedizione britannica della nave RRS Discovery II nel 1930 il nome Candlemas venne attribuito a questa sola isola e non più all'arcipelago. Il primo sbarco documentato risale al 1908 ad opera di Carl Anton Larsen ma ritrovamenti di materiale da pesca suggeriscono l'esistenza di sbarchi precedenti, probabilmente nel corso del XIX secolo ad opera di cacciatori di balene.

## Fauna
Nelle zone libere da ghiacci nidificano l'uccello delle tempeste pancianera (Fregetta tropica), sono presenti colonie di procellaria del capo (Daption capense) e petrello delle nevi (Pagodroma nivea) e fulmaro australe (Fulmarus glacialoides).
L'isola Candlemas è la più settentrionale delle aree di nidificazione de pinguini di Adelia (Pygoscelis adeliae) dei quali è presente una piccola colonia. Presenti anche alcuni nidi di pinguini papua (Pygoscelis papua)  e di eudipte ciuffodorato (Eudyptes chrysolophus). L'isola ospita inoltre una numerosa colonia composta da oltre 1500 coppie di ossifraga del sud (Macronectes giganteus).
L'isola è anche zona di riproduzione dell'otaria orsina antartica (Arctocephalus gazella), sporadica la presenza dell'elefante marino del Sud (Mirounga leonina) e della foca di Weddell (Leptonychotes weddellii) ma senza evidenze di riproduzione, ospiti regolari dell'isola sono la foca leopardo (Hydrurga leptonyx) e la foca mangiagranchi Lobodon carcinophagus.